# Василько де Серецки, Александру (граф)
Граф Александру Василько де Серецки (рум. Alexandru Wassilko de Serecki; 1871—1920) — румынский военный деятель, подполковник кавалерии Австрийской имперской армии; после 1918 года — офицер Румынской армии.

## Биография
Родился 17 февраля 1864 года в родительском поместье в селе Берегомет Австрийской империи. Был одним из четырёх сыновей барона Александру Василько де Серецки.
Получив первоначальное домашнее образование у частных преподавателей, окончил посещал лицей № 1 имени Михая Эминеску в Черновцах, где получил в 1890 году степень бакалавра. После этого продолжил образование в Терезианской академии в Винер-Нойштадте.
Поступил на военную службу и 18 августа 1893 года был назначен на должность лейтенанта драгунского полка Erzherzog Albrecht nr. 9 Оломоуце.  1 августа 1897 года был повышен до звания старшего лейтенанта и перешёл в полк богемских драгунов Fürst von Liechtenstein nr. 10, где служил до падения монархии. Став 1 ноября 1907 года капитаном, был назначен 7 декабря 1907 года на службу у эрцгерцога Генриха Фердинанда Австрийского, которого сопровождал до начала Первой мировой войны, находясь рядом с ним в Мюнхене, Зальцбурге и Вене. Александру Василько де Серецки работал некоторое время в Австро-Венгерской контрразведке и участвовал в раскрытии шпионской деятельности полковника Альфреда Редла, который был разоблачён в мае 1913 года в качестве российского шпиона, за что был награждён 23 июня 1913 года офицерским крестом ордена Франца Иосифа.
Во время Первой мировой войны Александрe сначала сопровождал в качестве офицера-помощника эрцгерцоге Генриха Фердинанда на фронтах в Буковине и Галиции во время его командования 4-й армией. Принимал участие в ряде сражений, в 1915—1916 годах сражался на севере Италии. За верную службу был повышен в звании до майора 1 февраля 1916 года. Затем был серьёзно ранен и попал во французский плен, из которого был освобождён по дипломатическим каналам. Удостоен 14 февраля 1917 года аудиенции у австрийского императора, где присутствовал на обеде (dejeuner). Снова продолжил военную службу у эрцгерцога, после отставки которого некоторое время находился на фронте. 1 мая 1918 года получил звание подполковника полка Ulani nr. 8. 
После окончания войны и распада Австрийской империи, в 1919 году Александру Василько де Серецки был принят офицером (полковником) в румынский элитный кавалерийский полк Roșiori nr. 3. Его военная карьера закончилась самоубийством 21 июля 1920 года в городе Бырлад —  он застрелился из своего служебного оружия. Согласно его письма жене, причина самоубийства заключалась в отчаянии по поводу совершенно неприемлемых условий службы в Румынской армии.
Был удостоен многих наград за участие в войне в их числе: орден Железной короны 3-й степени, крест «За военные заслуги» с мечами, Железный крест 2-го класса, орден Короны Румынии.
Александру и его братья — Георг (1864—1940), Стефан (1869—1933) и Виктор (1872—1934) были удостоены 19 декабря 1905 года звания Императорского камергера. В 1918 году по решению императора Австрии Карла I они были возведены за их верность государству в графское звание. Семья Серецки была единственной румынской семьёй, все члены которой носили титул графа.

## Награды
- Юбилейная памятная медаль (до 1910, княжество Лихтенштейн)
- Юбилейная памятная медаль[нем.] для вооруженных сил (1898, Австро-Венгрия)
- Военный юбилейный крест[нем.] (1908, Австро-Венгрия)
- Орден Заслуг святого Михаила 2-й степени (16 декабря 1911, королевство Бавария)
- Императорский австрийский орден Франца Иосифа офицерский крест (23 июня 1913, Австро-Венгрия)
- Медаль «За военные заслуги» 3-й степени (бронзовая) (5 января 1916, Австро-Венгрия)
- Железный крест 2-го класса (28 января 1916, королевство Пруссия)
- Орден Железной короны 3-й степени с военными украшениями (24 февраля 1917, Австро-Венгрия)
- Крест «За военные заслуги» 2-й степени с военными украшениями и мечами (27 апреля 1918, Австро-Венгрия)
- Орден Короны Румынии офицерский крест (королевство Румыния)

## Семья
11 октября 1899 года в замке Лайтерсдорф Александру Василько де Серецки женился на Еве Анастасии (Eva Anastasia Freiin Putz von Rolsberg, 1878—1946); дочери политика барона Карла фон Рольсберга, а также племяннице генерала Вильгельма фон Вольфсберга.
У них родилось трое детей: Ева Лукреция (Eva Lucreția, 1902—1969), Кэрол (Carol, 1905—1989) и Георге (Gheorghe, 1908—1982). Во время войны Ева жила с детьми в Зальцбургской резиденции, которая принадлежала эрцгерцогу Генриху Фердинанду. 